# Brendan Gleeson

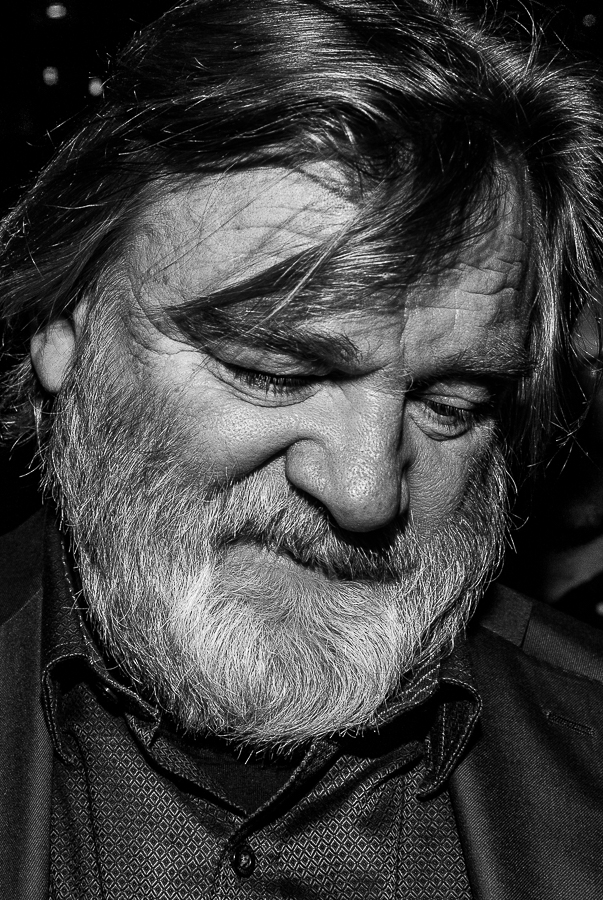
Brendan Gleeson (2014)

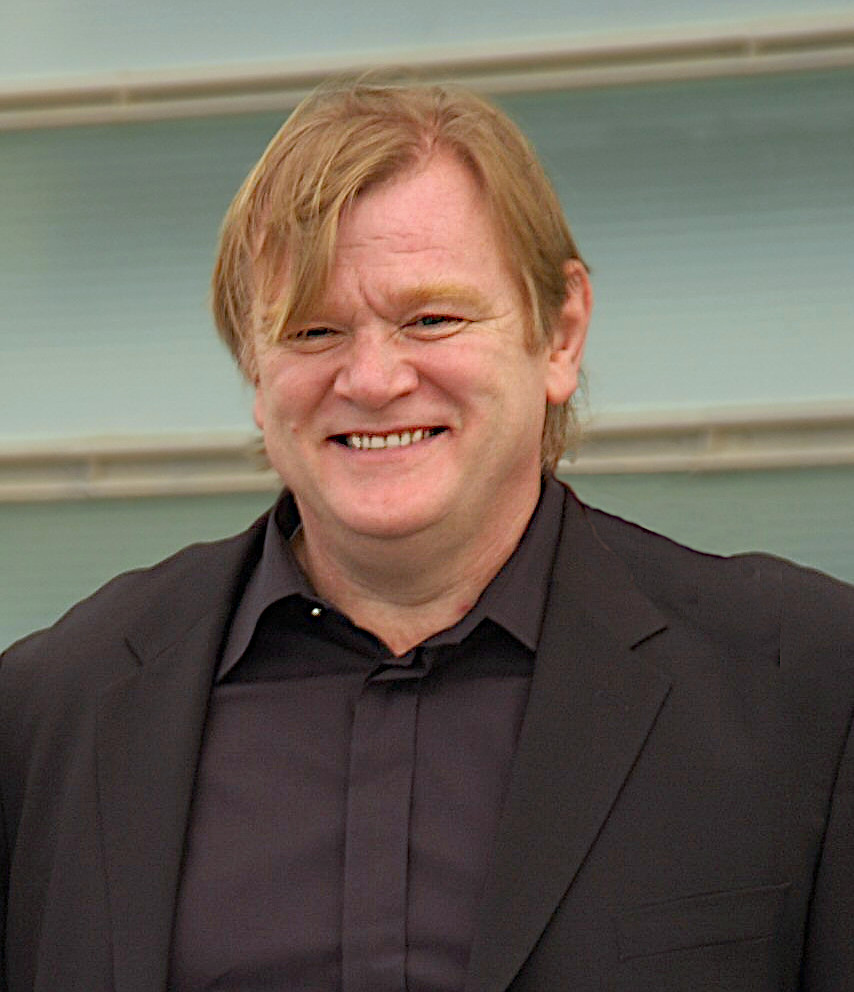
Brendan Gleeson (2005)

Brendan Gleeson (* 29. März 1955 in Dublin) ist ein irischer Schauspieler, der sich seit Mitte der 1990er-Jahre als international gefragter Charakterdarsteller etabliert hat.

## Leben
Gleeson arbeitete in Irland als Lehrer für Englisch und Schauspiel an dem heute nicht mehr existierenden Catholic Belcamp College, bis er es auf Anraten seiner Ehefrau mit Mitte Dreißig als hauptberuflicher Schauspieler versuchte. Zuvor hatte er bereits in den 1970er- und 1980er-Jahren in Dublin und Umgebung in einigen Theaterproduktionen gearbeitet. Sein Filmdebüt machte er im Jahr 1990 mit einer kleinen Nebenrolle in dem Film Das Feld. In den folgenden Jahren absolvierte er einige Film- und Fernsehrollen, unter anderem als irischer Nationalheld Michael Collins in dem Fernsehfilm The Treaty, wofür er 1992 den irischen Fernsehpreis Jacob’s Award erhielt.
Internationale Aufmerksamkeit erhielt Gleeson erstmals 1995 durch den mit fünf Oscars ausgezeichneten Film Braveheart, in dem er an der Seite von Mel Gibson eine wichtige Nebenrolle als Hamish Campbell innehatte. Seitdem ist er regelmäßig in aufwändigen Hollywoodfilmen zu sehen, dreht aber auch immer wieder in Europa. Gleeson spielte unter anderem in John Boormans Gangsterfilm Der General die Rolle des historischen Martin Cahill an der Seite von Jon Voight. In prägnanten Nebenrollen war er in bekannten Hollywood-Filmen wie A.I. – Künstliche Intelligenz (2001) von Steven Spielberg, Gangs of New York (2002) von Martin Scorsese oder Troja von Wolfgang Petersen zu sehen. Mit seiner Rolle in den Harry-Potter-Filmen ab Teil 4 (Harry Potter und der Feuerkelch) als schrulliger, aber gutmütiger Alastor „Mad-Eye“ Moody erschloss er sich auch jüngeres Publikum.
Während es bei seinen Hollywood-Auftritten meist bei Nebenrollen blieb, übernimmt Gleeson im europäischen Kino auch viele Hauptrollen. 2009 wurde er für die Hauptrolle eines Auftragskillers in Martin McDonaghs Schwarzer Komödie Brügge sehen… und sterben? (2008) gemeinsam mit seinem Co-Darsteller Colin Farrell für den Golden Globe Award in der Kategorie Bester Hauptdarsteller – Komödie oder Musical nominiert. Für seine Darstellung des Winston Churchill in dem Fernsehfilm Into the Storm erhielt Gleeson 2009 seinen ersten Emmy Award. Weitere Kino-Hauptrollen hatte er als mit dem Tod bedrohter Pfarrer in dem Drama Am Sonntag bist du tot (2014) und in der Hans-Fallada-Romanverfilmung Jeder stirbt für sich allein (2016) über Widerstand im Nationalsozialismus. 2016 erhielt er den Schauspielpreis Die Europa des Internationalen Filmfestivals Braunschweig. Im Jahr 2022 kam es nach Brügge sehen... und sterben zu einer zweiten Zusammenarbeit mit Colin Farrell und Martin McDonagh, bei dem Film The Banshees of Inisherin. Hierin spielt er einen alternden Musiker, der es in seinem Leben noch zu etwas bringen möchte, und deshalb seine Freundschaft mit der von Farrell gespielten, zweiten Hauptfigur aufkündigt. Für diese Leistung wurde er im Jahr 2023 für den Oscar und Golden Globe Award nominiert.
Brendan Gleeson ist seit 1982 mit Mary Gleeson verheiratet und hat vier Söhne, darunter die Schauspieler Brian und Domhnall Gleeson. Das Paar lebt in Malahide. Mit seinem Sohn Domhnall stand er für die Filme Kopfgeld – Perrier’s Bounty, Harry Potter und die Heiligtümer des Todes: Teil 1 und Am Sonntag bist du tot gemeinsam vor der Kamera.

## Filmografie (Auswahl)
- 1990: Das Feld (The Field)
- 1991: The Treaty
- 1991: Saint Oscar
- 1992: M.A.N.: Matrix Adjusted Normal
- 1992: Das weiße Zauberpferd (Into the West)
- 1992: Big Deal in Dublin (The Bargain Shop)
- 1992: In einem fernen Land (Far and Away)
- 1992: Conneely’s Choice
- 1993: The Snapper – Hilfe, ein Baby (The Snapper)
- 1993: Love Lies Bleeding
- 1994: The Lifeboat (Fernsehserie)
- 1995: The Life of Reilly
- 1995: Braveheart
- 1995: David Balfour – Zwischen Freiheit und Tod (Kidnapped) (Fernsehfilm)
- 1996: Angela Mooney
- 1996: Michael Collins
- 1996: Trojan Eddie
- 1997: Messaggi quasi segreti
- 1997: Before I Sleep
- 1997: Turbulence
- 1997: Butcher Boy – Der Schlächterbursche (The Butcher Boy)
- 1997: Das letzte Attentat (A Further Gesture)
- 1997: Tough Boys – Zwei rechnen ab (I Went Down)
- 1998: Die Spur des Verräters (Making The Cut)
- 1998: Der General (The General)
- 1998: This Is My Father
- 1998: Sweety Barrett
- 1999: Lake Placid
- 1999: My Life So Far
- 2000: Mission: Impossible II
- 2000: Harrison’s Flowers
- 2000: Saltwater
- 2000: Wild About Harry
- 2001: The Cake
- 2001: J.J. Biker
- 2001: Der Schneider von Panama (The Tailor of Panama)
- 2001: A.I. – Künstliche Intelligenz (Artificial Intelligence: AI)
- 2002: 28 Days Later
- 2002: Gangs of New York
- 2003: Dark Blue
- 2003: Unterwegs nach Cold Mountain (Cold Mountain)
- 2004: In My Country
- 2004: Troja (Troy)
- 2004: The Village – Das Dorf (The Village)
- 2004: Six Shooter
- 2005: Königreich der Himmel (Kingdom of Heaven)
- 2005: Breakfast on Pluto
- 2005: Harry Potter und der Feuerkelch (Harry Potter and the Goblet of Fire)
- 2006: Black Irish
- 2006: Studs
- 2006: The Tiger’s Tail
- 2007: Die Legende von Beowulf (Beowulf)
- 2007: Harry Potter und der Orden des Phönix (Harry Potter and the Order of the Phoenix)
- 2008: Brügge sehen… und sterben? (In Bruges)
- 2009: Blut, Schweiß und Tränen (Into the Storm)
- 2009: Kopfgeld – Perrier’s Bounty (Perrier’s Bounty)
- 2009: Das Geheimnis von Kells (The Secret of Kells) (Stimme)
- 2010: Green Zone
- 2010: Harry Potter und die Heiligtümer des Todes – Teil 1 (Harry Potter and the Deathly Hallows: Part 1)
- 2011: Albert Nobbs
- 2011: The Cup
- 2011: The Guard – Ein Ire sieht schwarz (The Guard)
- 2012: Safe House
- 2012: The Company You Keep – Die Akte Grant (The Company You Keep)
- 2012: Die Piraten! – Ein Haufen merkwürdiger Typen (The Pirates! – In an Adventure with Scientists) (Stimme)
- 2012: The Raven – Prophet des Teufels (The Raven)
- 2013: Die Schlümpfe 2 (The Smurfs 2)
- 2013: Die große Versuchung – Lügen bis der Arzt kommt (The Grand Seduction)
- 2013: 1916 Seachtar Dearmadta (Miniserie, sieben Episoden)
- 2014: Am Sonntag bist du tot (Calvary)
- 2014: Die Melodie des Meeres (Song of the Sea)
- 2014: Edge of Tomorrow
- 2014: Stonehearst Asylum – Diese Mauern wirst du nie verlassen (Stonehearst Asylum)
- 2015: Im Herzen der See (In the Heart of the Sea)
- 2015: Suffragette – Taten statt Worte (Suffragette)
- 2016: Jeder stirbt für sich allein (Alone in Berlin)
- 2016: Das Gesetz der Familie (Trespass Against Us)
- 2016: Assassin’s Creed
- 2016: Live by Night
- 2017: Paddington 2
- 2017: Hampstead Park – Aussicht auf Liebe (Hampstead)
- 2017–2019: Mr. Mercedes (Fernsehserie, 30 Folgen)
- 2018: The Ballad of Buster Scruggs
- 2019: Frankie
- 2020: The Comey Rule: Größer als das Amt (The Comey Rule) (Fernseh-Miniserie)
- 2021: Macbeth (The Tragedy of Macbeth)
- 2022: State of the Union (Fernsehserie)
- 2022: The Banshees of Inisherin
- 2024: Joker: Folie à Deux

## Deutsche Synchronstimme
Obwohl er häufig wechselnde Sprecher hat, wird er in seinen neueren Filmen hauptsächlich von Roland Hemmo synchronisiert.

## Auszeichnungen
Oscar
- 2023: Nominierung als Bester Nebendarsteller (The Banshees of Inisherin)

British Academy Film Award / British Academy Television Award
- 2009: Nominierung als Bester Nebendarsteller (Brügge sehen … und sterben?)
- 2010: Nominierung als Bester Hauptdarsteller (Fernsehen) (Blut, Schweiß und Tränen)
- 2023: Nominierung als Bester Nebendarsteller (The Banshees of Inisherin)

Emmy
- 2009: Auszeichnung als Bester Hauptdarsteller in einer Miniserie oder einem Fernsehfilm (Blut, Schweiß und Tränen)

Golden Globe Award
- 2009: Nominierung als Bester Hauptdarsteller – Komödie oder Musical (Brügge sehen … und sterben?)
- 2010: Nominierung als Bester Hauptdarsteller – Mini-Serie oder TV-Film (Blut, Schweiß und Tränen)
- 2011: Nominierung als Bester Hauptdarsteller – Komödie oder Musical  (The Guard – Ein Ire sieht schwarz)
- 2021: Nominierung als Bester Nebendarsteller – Serie, Mini-Serie oder TV-Film (The Comey Rule)
- 2023: Nominierung als Bester Nebendarsteller (The Banshees of Inisherin)[5]

National Board of Review Award
- 2022: Auszeichnung als Bester Nebendarsteller (The Banshees of Inisherin)[6]

Satellite Award
- 2022: Nominierung als Bester Nebendarsteller (The Banshees of Inisherin)[7]

Irish Film & Television Award
- 2014: Auszeichnung als Bester Hauptdarsteller (Am Sonntag bist du tot)